# فابيان بارتيز

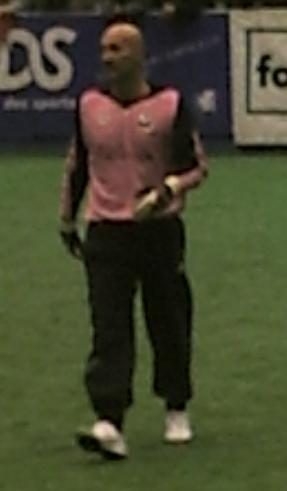
فابيان بارتيز

فابيان آلان بارتيز (بالفرنسية: Fabien Barthez)‏ ولد في 28 يونيو 1971 بمدينة لافيلانت في فرنسا وهو حارس مرمى منتخب فرنسا الأسبق وفاز معه بكأس العالم 1998 وكذلك بطولة أوروبا 2000.

## السيرة الذاتية

### مع الأندية
كان أول ظهور له مع نادي تولوز في عام 1991 أمام نادي نانسي. وفي عام 1992 إنضم إلى نادي أوليمبيك مارسيليا، وفاز معه في بطولة فرنسا وكأس أوروبا للأندية أبطال الدوري وذلك في نهاية موسمه الأول مع نادي مارسيليا. وفي عام 1994 عانى النادي من هبوط إجباري إلى الدرجة الثانية بسبب مخالفات مالية.
في عام 1995، إنضم بارتيز إلى نادي موناكو وحصل معه على اللقب الفرنسي في عام 1997 وكذلك عام 2000. وبعد ذلك انضم إلى نادي مانشستر يونايتد مقابل 7.8 مليون جنيه إسترليني في عام 2000 وفاز معه ببطولة الدوري في عامي 2001 و2003 وكان بارتيز له دوراً كبيراً في ذلك.
وفي يناير 2004، عاد بارتيز إلى ناديه القديم أوليمبيك مارسيليا على سبيل الإعارة لمدة ستة أشهر، ثم تمت صفقة الانتقال رسميا ليمضي بعد ذلك عامين مع أوليمبيك مارسيليا.
في 12 فبراير 2006، وأثناء المباراة الودية ما بين ناديه مارسيليا ونادي الوداد الرياضي المغربي، ومع مضي 10 دقائق طرد الحكم المغربي لاعب من نادي مارسيليا فحدث شجار عنيف ما بين لاعبي نادي مارسيليا ولاعبي النادي المغربي، وزاد بارتيز من حرارة المعركة وقام بالبصق على وجه الحكم المغربي. على أثر ذلك، في 21 أبريل استدعى بارتيز إلى جلسة من قبل لجنة تأديبية في الاتحاد الفرنسي لكرة القدم، والتي أوصت بإيقاف بارتيز لمدة 6 شهور عن اللعب في المباريات الدولية بشكل كامل. وبعد ثلاثة أشهر من إيقافه عن اللعب. وعند استأنافه لحكم الإيقاف، زيدت فترة إيقافه إلى 9 أشهر.

### مع منتخب فرنسا
أحرز بارتيز كأس العالم 1998 مع منتخب فرنسا. ولم يدخل مرماه سوى هدفين فقط خلال 7 مباريات. بعد سنتين، فاز بارتيز مع فرنسا ببطولة أوروبا 2000. شارك بارتيز أيضا مع المنتخب الفرنسي في كأس العالم 2002، وخرج الفريق من الدور الأول. كما شارك أيضا في كأس أوروبا 2004 وخرج فريقه من البطولة في الدور الربع النهائي.
في كأس العالم 2006، أثار تعيينه كحارس أساسي في تشكيلة المنتخب الفرنسي من قِبل المدرب دومينيك استغراباً شديداً للجماهير، الذي فضله على الحارس البديل كوبيه.
تألق بارتيز في مباراة فرنسا ضد البرازيل حيث أنقذ كرة خطيرة قد هددت الشباك الفرنسي، ليحافظ على شباكه أمام البرازيل خلال مباريتي كأس العالم 1998 وكأس العالم 2006. تألق بارتيز أيضا أمام البرتغال حيث أنقذ عدة كرات خطرة هددت الشباك الفرنسية.

## اعتزاله كرة القدم
أعلن بارتيز اعتزاله لكرة القدم نهائياً في 31 أغسطس عام 2006.

## روابط خارجية
- فابيان بارتيز على موقع IMDb (الإنجليزية)
- فابيان بارتيز على موقع ألو سيني (الفرنسية)
- فابيان بارتيز على موقع ميوزك برينز (الإنجليزية)
- فابيان بارتيز على موقع ديسكوغز (الإنجليزية)
- فابيان بارتيز على موقع الاتحاد الدولي (مؤرشف)  (الإنجليزية)
- فابيان بارتيز على موقع قاعدة بيانات كرة القدم.إي يو (الإنجليزية)
- فابيان بارتيز على موقع ليكيب (الفرنسية)
- فابيان بارتيز على موقع ناشيونال فوتبول تيمز (الإنجليزية)
- فابيان بارتيز على موقع Soccerbase.com (لاعب) (الإنجليزية)
- فابيان بارتيز على موقع Soccerway.com (الإنجليزية)
- فابيان بارتيز على موقع عالم كرة القدم.نت (الإنجليزية)
- فابيان بارتيز على موقع كووورة
- فابيان بارتيز على موقع DriverDB.com (الإنجليزية)